# Гута (Чарнковсько-Тшцянецький повіт)
Гута (пол. Huta, нім. Althütte) — село в Польщі, у гміні Чарнкув Чарнковсько-Тшцянецького повіту Великопольського воєводства.
Населення — 541 особа (2011).
У 1975-1998 роках село належало до Пільського воєводства.

## Демографія
Демографічна структура станом на 31 березня 2011 року:
|          | Загалом | Допрацездатний вік | Працездатний вік | Постпрацездатний вік |
| -------- | ------- | ------------------ | ---------------- | -------------------- |
| Чоловіки | 262     | 48                 | 204              | 10                   |
| Жінки    | 279     | 59                 | 181              | 39                   |
| Разом    | 541     | 107                | 385              | 49                   |